# Полішинель

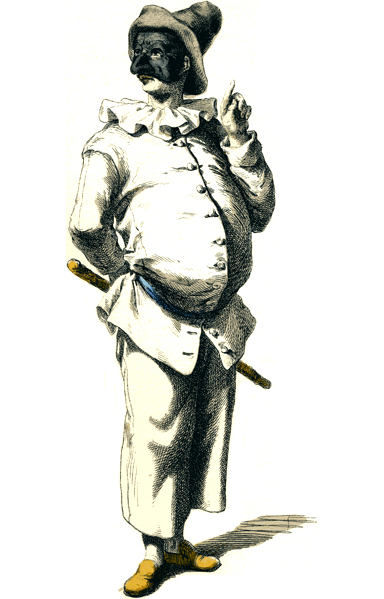
Костюм і маска неаполітанського Полішинеля

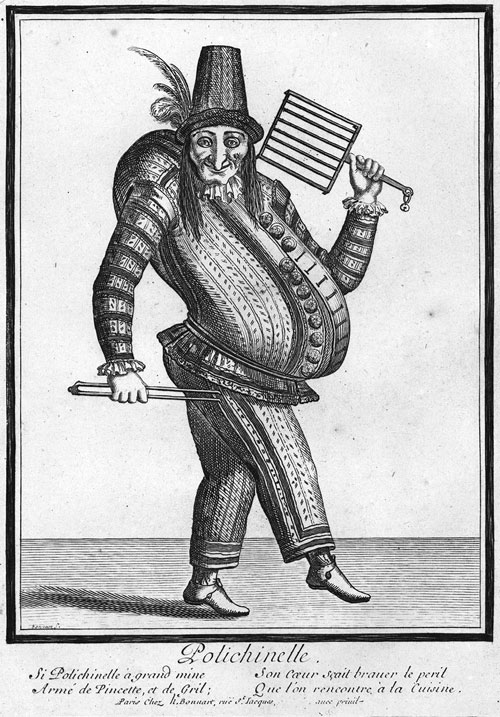
Французький полішинель (1650 рік)

Полішинель (Пульчінелла) (фр. polichinelle, від італ. pulcinèlla) — персонаж  народного (майданного) театру, як звичайного, так і лялькового. 
Пульчінелла — персонаж італійської комедії дель арте, південний варіант Арлекіна, прямий попередник французького Полішинеля та англійського лялькового персонажа Панча. Він завжди був неаполітанцем, але його функції в п′єсах різнилися. Іноді він був слугою, іноді — шинкарем або купцем. Цей персонаж —суміш дурості й проникливості, підлості й любові, дотепності й тупості. У нього був велетенський гачкуватий ніс, горб, а вбирався він у гостроверхий ковпак. 
Маска персонажа, така як вона є сьогодні, офіційно була створена у місті Неаполь актором і драматургом Сільвіо Фйорілло (Slivio Fiorillo) у другій половині XVI століття⁣, а сучасний костюм у XIX столітті італійським, також актором і драматургом, Антоніо Петіто (Antonio Petito). Пізніше образ забіякуватого й глузливого горбаня став одним з провідних персонажів театру ляльок.
Вираз «cекрет Полішинеля» означає факт, який подається як секрет, або мав би ним бути, чи про який з певних причин не говорять, але який, однак, усім відомий.

## В сучасному мистецтві
Сергій Рахманінов написав музичну п'єсу «Полішинель» (1892), яка входить до циклу «П'єси-фантазії», Op. 3. Фріц Крейслер є автором п'єси «Серенада Полішинеля» для скрипки та фортепіано.
До образу Полішинеля звертались такі виконавці, як Едіт Піаф (À quoi ça sert l'amourfr, 1962), Франс Галль (Bébé Requin, 1967), Therion (Les Fleurs du mal, 2012) (кавер на Франса Галль). Перу Ігоря Стравінського належить одноактний балет зі співом «Пульчінелла» (1920), у центрі якого — образ Пульчінелли (Італійський варіант імені Полішинеля).